# AbraKOdabra
AbraKOdabra is een goochelprogramma van Ketnet en Studio 100 met Kobe Van Herwegen. De goochelshow werd in het najaar van 2008 voor het eerst uitgezonden door Ketnet. In het voorjaar van 2011 zond ook Kindernet het programma uit. Er zijn twee reeksen opgenomen.

## Rolverdeling
| Personage       | Acteur/actrice    |
| --------------- | ----------------- |
| Kobe            | Kobe Van Herwegen |
| De professor    | Kobe Van Herwegen |
| De grote Kobini | Kobe Van Herwegen |
| De assistente   | Joyce Beullens    |
| P'tit           | Chris Willemsen   |

## Afleveringen
De eerste aflevering werd op 13 december 2008 voor het eerst uitgezonden op Ketnet. Van 4 april 2011 tot 1 november 2013 zond ook Kindernet het programma uit. In totaal zijn er twee reeksen opgenomen.
Op 31 oktober 2009 werd de eerste aflevering van het tweede seizoen voor het eerst uitgezonden op Ketnet.

### Seizoen 1
| Aflevering (seizoen) | Aflevering (serie) | Titel                        |
| -------------------- | ------------------ | ---------------------------- |
| 1                    | 1                  | De fles die altijd leeg is   |
| 2                    | 2                  | Ringen                       |
| 3                    | 3                  | Kobe heeft een nieuwe truc   |
| 4                    | 4                  | Tovenaar Coperoe             |
| 5                    | 5                  | Het licht is gesprongen      |
| 6                    | 6                  | Trouwen                      |
| 7                    | 7                  | De recordpoging              |
| 8                    | 8                  | De sultan van India          |
| 9                    | 9                  | Het kranten-interview        |
| 10                   | 10                 | Kleur                        |
| 11                   | 11                 | Kobe is het slechte weer beu |
| 12                   | 12                 | Het spookt hier              |
| 13                   | 13                 | De kader van opa             |
| 14                   | 14                 | Het touwenexamen             |
| 15                   | 15                 | Zwaartekracht                |

### Seizoen 2
| Aflevering (seizoen) | Aflevering (serie) | Titel                           |
| -------------------- | ------------------ | ------------------------------- |
| 1                    | 16                 | Kobe is verkouden               |
| 2                    | 17                 | De grote Cardini slaat weer toe |
| 3                    | 18                 | Ballen                          |
| 4                    | 19                 | Te laat!                        |
| 5                    | 20                 | Houdini                         |
| 6                    | 21                 | De doorzaagillusie              |
| 7                    | 22                 | Muziek                          |
| 8                    | 23                 | Alles kwijt                     |
| 9                    | 24                 | De assistente is kwaad          |
| 10                   | 25                 | De assistente verjaart          |

## Theatershows
- AbraKOdabra en de duivel in het doosje (2009-2012)
- diverse shows in Plopsaland De Panne (2009-2012)

## Dvd's
- AbraKOdabra - volume 1 (2009)
- AbraKOdabra - volume 2 (2009)

## Boeken
- Goochelboek (2009)

## Trivia
- De beelden op het plein in de intro zijn opgenomen op het Dorpsplein in Plopsaland De Panne. Elke intro is uniek doordat er telkens een andere goocheltruc wordt uitgevoerd door Kobe.
- In 2024 bracht Kobe een act geïnspireerd door dit programma tijdens de Studio 100 Singalong in het Sportpaleis.[1]